# Seznam kanadskih biologov
Seznam kanadskih biologov.

## A
- Sidney Altman
- Edgar Archibald

## B
- Roberta Bondar

## C
- Charles Caccia
- Harold Copp

## D
- Carrie Derick
- Félix d'Herelle
- Keith Downey
- Lillian Dyck

## F
- Armand Frappier
- Henry Friesen

## G
- T. Ryan Gregory

## H
- Arthur Ham
- Charles Frederick Hartt
- Robert Haynes
- Paul D.N. Hebert
- David H. Hubel

## M
- Tak Wah Mak
- J. Playfair McMurrich

## P
- Daniel Pauly
- Anthony Pawson

## Q
- Juda Hirsch Quastel

## R
- Ryan B. Reynolds

## S
- Charles E. Saunders
- Fernand Séguin
- Louis Siminovitch

## T
- Shirley M. Tilghman

## W
- Mark Wainberg
- Alice Wilson